# Femi Taylor
Femi Taylor là một người Anh Nigeria-sinh vũ công và diễn viên nổi tiếng với vai vũ công nộ lệ  Oola trong Jabba các Hutt 's Twi'lek trong phim Return of the Jedi  năm 1983.

## Sự nghiệp
Taylor đóng vai vũ công nô lệ Oola trong Return of the Jedi, bộ phim cuối cùng của bộ ba phim gốc. Cô đã quay lại phần mười bốn năm sau đó, quay những cảnh mới cho phiên bản đặc biệt năm 1997, và là người thực hiện duy nhất từ bản gốc để làm điều đó. Vì vai trò này, cô xuất hiện tại các hội nghị khoa học viễn tưởng và Star Wars trên toàn thế giới.
Taylor đã được chọn vào vai T Phantomile trong tác phẩm âm nhạc nguyên bản của London năm 1981 về Mèo, trong thời gian đó, cô biết mình đã được chọn vào vai Oola cho Return of the Jedi. Cô xuất hiện trong phiên bản phim truyền hình năm 1998 của Mèo với tên Exotica, một nhân vật được tạo ra đặc biệt cho cô và dành riêng cho bộ phim.

## Cuộc sống cá nhân
Her brother, Benedict Taylor, played fighter pilot Bravo 2 in Star Wars: Episode I – The Phantom Menace.
Femi sống ở Odense, Đan Mạch, có hai con và kết hôn với Claus Skytte Kamper.

## Đóng phim

### Phim ảnh
| Năm  | Tựa đề                 | Vai trò        | Ghi chú                                                                          |
| ---- | ---------------------- | -------------- | -------------------------------------------------------------------------------- |
| 1980 | Quả táo                | Vũ công        |                                                                                  |
| 1983 | Sự trở lại của Jedi    | Oola           | Đóng lại vai diễn vào năm 1997 để quay những cảnh bổ sung cho phiên bản đặc biệt |
| 1987 | Chơi xa                | Masie          |                                                                                  |
| 1990 | Một Kink trong Picasso | Nadia          |                                                                                  |
| 1991 | Tán tỉnh               | Letitia Adjewa |                                                                                  |
| 1998 | Mèo                    | Xuất hành      |                                                                                  |

### Vô tuyến
| Năm  | Tựa đề                          | Vai trò        | Ghi chú                        |
| ---- | ------------------------------- | -------------- | ------------------------------ |
| 1984 | Phép lạ mất nhiều thời gian hơn | Tracy Benedict | 2 tập                          |
| 1986 | Hóa đơn                         | Y tá           | Tập: Loan Shark                |
| 1986 | Kịch bản                        | Gia Hân        | Tập: Trống cùng Balmoral Drive |